# Maximiliane von Weißenthurn
Maximiliane Franul von Weißenthurn (* 1. März 1851 in Wien; † 4. Januar 1931 ebenda) war eine österreichische Schriftstellerin, Essayistin und Übersetzerin. Als Pseudonyme benutzte sie die Namen Hugo Falkner, Erich von Horst, Louise von Thürmer, Max von Weißenthurn, H. von Werthern. Sie war die Großnichte der Schauspielerin Johanna Franul von Weißenthurn und eine Urenkelin der Marianne von Willemer.

## Leben
Ihr Vater war der österreichische Offizier Ludwig Franul von Weißenthurn (1811–1894). Sie erhielt im Elternhaus eine gute Erziehung und machte schon in jungen Jahren viele Reisen. Im Jahr 1873 heiratete sie den Oberleutnant Norbert Hoffmann Edler von Wendbeim (* 17. März 1846). Die Ehe wurde 1875 geschieden.
Mit schriftstellerischer Arbeit sorgte sie für den Lebensunterhalt für sich und ihre Tochter. Die Tochter starb 1880. Im Jahre 1876 erschien Weißenthurns erstes Buch, eine Übersetzung aus dem Englischen. Sie publizierte viel in Zeitungen und Zeitschriften und übersetzte aus dem Englischen, Französischen und Italienischen. Von 1887 bis 1889 war sie Präsidentin des Vereins der Schriftstellerinnen und Künstlerinnen Wien.

## Werke (Auswahl)
- Eine tolle Ehe. 1877.[2]
- Frauenliebe. Novellen. Friedrich, Leipzig 1882. (Inhalt: Zu spät. – An gebrochenem Herzen. – Erlebtes und Erdachtes. – Eine Gewissensschuld. – Aus dem Leben eines Taschentuchs. – Im Sarge gefunden. – Allerseelen). Digitalisat
- Lebensbilder. 2 Novellen. Prag 1885.
- Infelice. Roman. 1885. (Erschienen in der Wiener „Presse“)
- Lose Blätter für Haus und Herz. Bechtold, Wiesbaden 1886.
- Standesgemäß. Roman. 1885.[3]
- „Sie schreibt“ und andere Novellen. Peterson, Leipzig 1887. (Max von Weißenthurn)
- Eine Schicksalsfrage. Roman. Hamburg 1892.
- Selbst gerichtet. Ein Inserat. Roman. Schottänder, Breslau 1898.
- Nemesis und andere Novellen. Naumburg, Kindelbrück/Leipzig 1902.
- Briefe einer Mutter. Gesammelte Essays. Pierson Dresden 1901. 3. Aufl. 1905.
- Der Erbe. Roman von Erich von Horst. Hillger, Leipzig/Berlin 1907.
- An die Frauen! Gesammelte Essays. Autos, Leipzig/Wien 1911. (Digitalisat)
- Verfemt. Erzählung. 1912.[4]
- Dämonische Mächte. Erzählung. Heilbronn 1912. (Bücherei fürs deutsche Haus 17) 1912. (Digitalisat)
- Die Tragödie. Erzählung. Heilbronn, 1912. (Bücherei fürs deutsche Haus 19)
- Eine Liebesheirat. Roman. Mignon-Verlag, Dresden 1915. (Mignon-Romane, Band 254) (Digitalisat)
- Der Liebe Sieg. Von Erich von Horst. Wessel, Lübeck 1917.
- Die Brüder. Roman. Mignon-Verlag, Dresden 1917.
- Lockvogel. Roman. Deutsche Buchwerkstätten, Dresden 1918.
- Ohne Liebe. Von H. von Werthern. Deutsche Buchwerkstätten, Dresden 1918.
- Zu den Sternen empor! Erzählungen. Deutsche Buchwerkstätten, Dresden 1918.
- Das Erbteil der Liebe. Mignon-Verlag, Dresden 1919.
- Der Goldfisch. Von Erich von Horst. Mignon-Verlag, Dresden 1919.
- Ein Inserat. Mignon-Verlag, Dresden 1920.
- Eine Gewissensschuld. Mignon-Verlag, Dresden 1920.
- Die Augen der Ahne. Novelle. Rothbarth, Bern/Leipzig 1923.
- Eine Mädchentorheit. Roman. Sonnemann, Halle 1925.
- Treu bis in den Tod. Baltischer Verlag, Riga 1929.

## Übersetzungen (Auswahl)
- Durch Frauenschuld. Roman. Frei bearbeitet nach M. A. Fleming. Hartleben, Wien.[5]
- Auf einsamem Felsenriff. Roman, frei nach dem Englischen bearbeitet. 2 Bände. Hallberger, Stuttgart 1879.
- Algerien wie es ist. Von George Gaskell. Faesy & Frick, Wien 1877
- Unnützer Reichtum. Roman von Georges Ohnet. Taendler, Berlin 1897. Neuausgabe Jazzybee-Verlag, Altenmünster 2012, ISBN 978-3-8496-3284-7, Ausgabe 1897
- Der schöne Roland. Roman von Georges Ohnet. Hillger, Berlin 1913.
- Das Gespenst. Roman von Georges Ohnet. Strom-Verlag, Dresden 1919.
- Die Kleinwelt unserer Zeit. Roman von Antonio Fogazzaro. Langen, München 1902.